# Cem Cako
Pour les articles homonymes, voir Cako.
Cem Cako, né le 8 janvier 1977, est un artiste visuel et un styliste allemand.

## Biographie
Cem Cako a étudié à la Académie royale des beaux-arts d'Anvers sous la direction de Walter van Beirendonck et Dries van Noten. Il complète ses études de sculpture à l'Académie d'État des beaux-arts de Stuttgart (de).
Depuis 2013, Cako dirige un studio pour la nouvelle couture[pas clair] et le design à Stuttgart. En 2016, il a présenté sa première collection « Une Première (Extended Situation I) » dans le cadre d'une action de guérilla au Palais de Tokyo pendant Semaine de la mode de Paris.
Il est professeur de design dans le domaine des systèmes de pensée visuelle à Polimoda à Florence et professeur invité à l'Université Raffles à Milan. 
En outre, il enseigne à l'Académie nationale des beaux-arts de Stuttgart dans le domaine de la sculpture,.